# تایلین باک
تایلین باک (انگلیسی: Tylene Buck؛ زادهٔ ۷ مارس ۱۹۷۲) بازیگر پورنوگرافی اهل ایالات متحده آمریکا است. تایلین باک دوجنسگرا است.